# Тернічоара
Тернічоара (рум. Tărnicioara) — село у повіті Сучава в Румунії. Входить до складу комуни Остра.
Село розташоване на відстані 331 км на північ від Бухареста, 45 км на південний захід від Сучави, 141 км на захід від Ясс.

## Населення
За даними перепису населення 2002 року у селі проживали 207 осіб. Усі жителі села рідною мовою назвали румунську.
Національний склад населення села:
| Національність | Кількість осіб | Відсоток |
| -------------- | -------------- | -------- |
| Румуни         | 202            | 97,6%    |
| Німці          | 5              | 2,4%     |